# Lambda Pavonis
Lambda Pavonis (λ Pavonis, förkortat Lambda Pav, λ Pav), som är stjärnans Bayer-beteckning, är en ensam stjärna i den mellersta delen av stjärnbilden Påfågeln. Den har en genomsnittlig skenbar magnitud på +4,12 och är synlig för blotta ögat där ljusföroreningar ej förekommer. Baserat på parallaxmätningar i Hipparcos-uppdraget på ca 2,3 mas beräknas den befinna sig på ca 1 400 ljusårs (440 parsek) avstånd från solen.

## Egenskaper
Lambda Pavonis är en blå till vit stjärna som varierar från jättestjärna till ljusstark jätte av spektralklass B2 II-IIIe. Den har en massa som är ca 13 gånger större än solens massa, en radie som är ca 10 gånger större än solens och utsänder ca 8 450 gånger mera energi än solen från dess fotosfär vid en effektiv temperatur på 20 300 K. Den är en Be-stjärna, en snabbt roterande stjärna som har utvecklat en omgivande stoftskiva. 
Lambda Pavonis är en eruptiv variabel av Gamma Cassiopeiae-typ (GCAS). Den varierar mellan skenbar magnitud +4,00 och 4,26 utan någon påvisbar periodicitet. Variationer i observationerna av Lambda Pavonis har dock lett till diskussion om den är en dubbelstjärna eller pulserande variabel stjärna.